# 呂森維勒峰

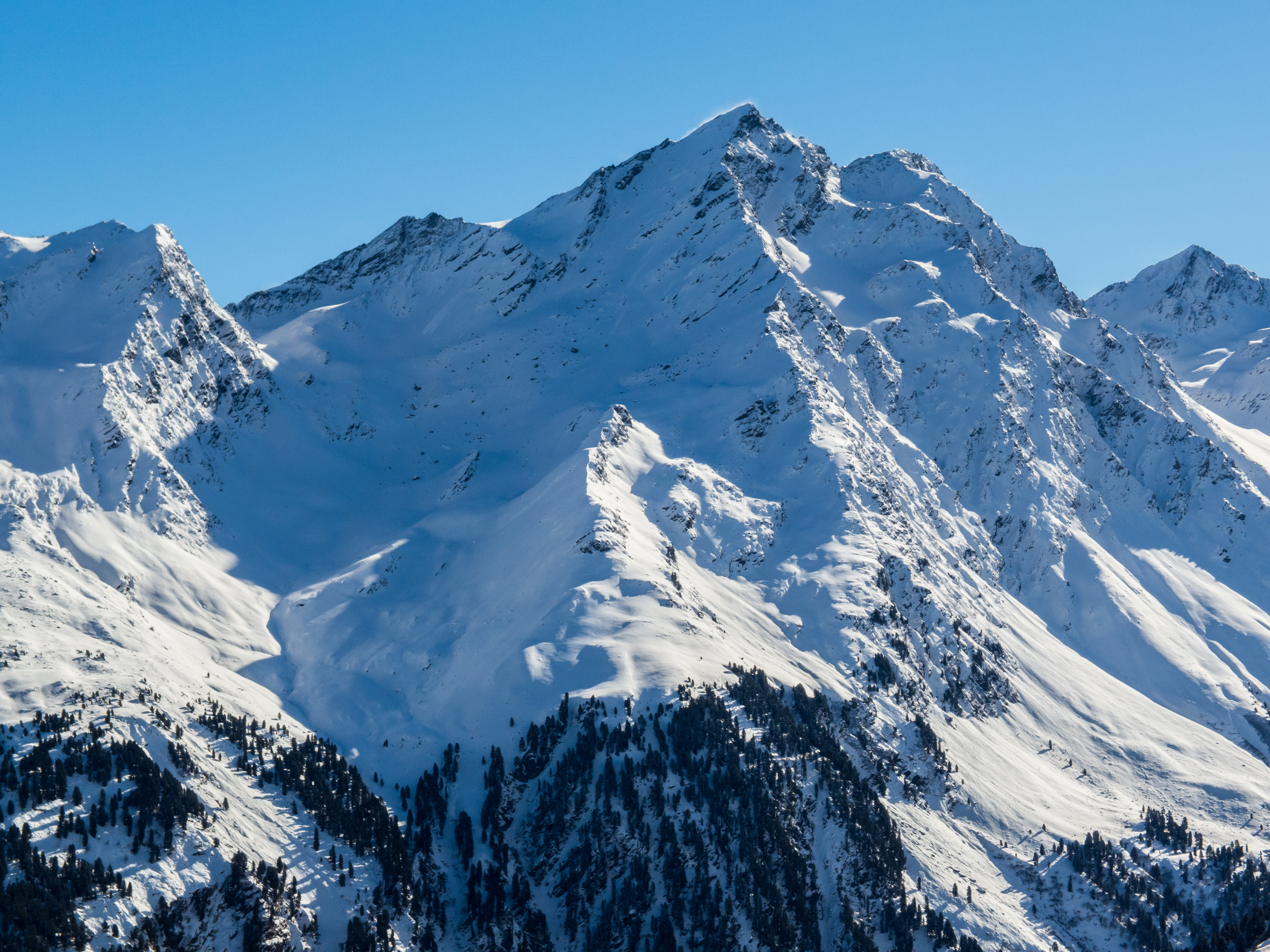

47°6′55″N 11°9′35″E / 47.11528°N 11.15972°E
呂森維勒峰（德語：Lüsener Villerspitze），是奧地利的山峰，位於該國西部，由蒂羅爾州負責管轄，屬於斯圖拜阿爾卑斯山脈的一部分，距離上維勒峰0.9公里，海拔高度3,027米，人類在1879年7月13日首次登頂。